# Euskal Encounter
L'Euskal Encounter és una LAN party centrada amb la scene on aficionats i professionals de la informàtica que busquen intercanviar coneixements i realitzar diverses activitats relacionades amb la informàtica es reuneixen durant diversos dies.
Constitueix part d'un fenomen que va tenir lloc a finals de la dècada dels vuitanta al nord d'Europa, en països com Noruega, Dinamarca o Alemanya.
Aquesta LAN party porta celebrant-se al País Basc des de l'any 1993, el que la converteix en una de les concentracions d'informàtics més veterana de la península Ibèrica, celebrant-se l'any 2007 la seva quinzena edició.

## Característiques
- Més de 3.500 ordinadors en xarxa
- Més de 5.700 assistents
- 2 GB/s de connexió a Internet
- Més de 35.000 metres quadrats ocupats al Bilbao Exhibition Centre
- Més de 50.000 euros en premis
- 4 dies de duració